# Manfred Uhlig
Manfred Uhlig (* 2. September 1927 in Leipzig; † 24. Juli 2019 ebenda) war ein deutscher Schauspieler, Kabarettist, Entertainer, Fernseh- und Radiomoderator.

## Leben
Uhlig wurde in Leipzig-Kleinzschocher geboren. Er studierte 1948 bis 1950 in seiner Geburtsstadt Leipzig Schauspiel und übernahm danach Engagements an Theatern und Kabaretts in Naumburg (Saale), Greifswald, Lutherstadt Wittenberg (1954/55) und Schwerin (1955/56). Ab 1956 gehörte er zum Ensemble des zwei Jahre zuvor gegründeten Kabaretts Leipziger Pfeffermühle, wo er neben Helga Hahnemann, Ellen Tiedtke und Edgar Külow auf der Bühne stand. Zu den Textern dieser Ära gehörten Erich Loest, Reiner Kunze, Conrad Reinhold, Gerhard Zwerenz.  Auf der Bühne der Leipziger Pfeffermühle erlebte Uhlig als Kabarettist, wie das bis dahin erfolgreiche und ursprünglich von den Kulturbehörden abgenommene Programm Rührt Euch! am 15. Dezember 1956 in einem inszenierten Tumult von Kampfgruppen-Mitgliedern gestürmt und danach verboten wurde. Das 1957 darauf folgende Programm Scherz in moll parodierte die einfallslosen Unterhaltungssendungen der DDR-Rundfunks. Am 30. Juni 1962 verließ Manfred Uhlig – gemeinsam mit Helga Hahnemann, die er einst entdeckte – diese Spielstätte und arbeitete, wie auch „Henne“, nun für Fernsehen und Hörfunk der DDR.
Er moderierte ab 1965 24 Jahre lang bei Radio DDR I gemeinsam mit Günter Hansel (1931–2002) 289 Folgen der Sendung Alte Liebe rostet nicht, die damit zu den langlebigsten deutschen Rundfunksendungen gehörte. Bekannt geworden war er zuvor u. a. durch seine Hörfunk-Sendungen Leipziger Allerlei, Kollege kommt gleich. Später kreierte Uhlig auch die Radio-Reihe Sächsisch for you.
Er moderierte zudem ab 1972 gemeinsam mit Horst Köbbert (1928–2014) und Lutz Stückrath (1938–2020) als kabarettistisches Trio Die drei Dialektiker 28 Folgen der Samstagsabend-Fernseh-Show Ein Kessel Buntes. Die drei Dialektiker beendeten ihre Auftritte 1977 auch auf eigenen Wunsch.
1978 wurde Manfred Uhlig mit dem Kunstpreis der DDR ausgezeichnet.
Nach dem Ende der DDR arbeitete er gelegentlich noch für den Mitteldeutschen Rundfunk (MDR). Mit seiner 1955 geehelichten Frau lebte er bis zu ihrem Tode im Februar 2016 sowie einer Tochter, einem Sohn und Enkelkindern in Leipzig. Uhlig war ein Fan des Fußballvereins Chemie Leipzig.

## Ehrungen
- 2017  Goldene Henne (Ehrenhenne) des Mitteldeutschen Rundfunks.

## Filmografie
- 1966/2009: Hände hoch oder ich schieße
- 1984: Familie intakt (Fernsehserie, 1 Folge)

## Veröffentlichungen
- Städtenamen verrückt – Eine humoristische Erklärung, wie Städte zu ihren Namen kamen, Buch, Weltbuch Verlag, 2014, ISBN 978-3-906212-13-5.
- Städtenamen verrückt – Eine humoristische Erklärung, wie Städte zu ihren Namen kamen, Hörbuch CD, Weltbuch Verlag, 2014, ISBN 978-3-906212-14-2.